# George Boleyn
George Boleyn (ur. ok. 1504, zm. 17 maja 1536 w Tower of London) – angielski arystokrata, syn Tomasza Boleyna i lady Elżbiety Howard, córki Thomasa Howarda, 2. księcia Norfolk. Brat królowej Anny Boleyn, żony Henryka VIII.

## Życiorys
Najprawdopodobniej urodził się w Norfolk, w rodowej posiadłości Boleynów. Od najwcześniejszych lat przebywał na dworze. Możliwe także, że pobierał nauki na uniwersytecie w Oksfordzie. W przeciwieństwie do swoich sióstr, Marii i Anny, pozostał w Anglii, nie wyjeżdżając za granicę w okresie swojej młodości. W 1529 r. otrzymał od Henryka VIII tytuł wicehrabiego Rochford. W tym samym roku został członkiem Tajnej Rady. W grudniu 1529 r. został wysłany z misją dyplomatyczną do Francji.
Od ok. 1524 r. Boleyn był żonaty z Jane Parker (ur. ok. 1505, zm. 13 lutego 1542), córką Henry’ego Parkera, 10. barona Morley, i Alice St John, córki sir Johna St John. Małżeństwo to było nieudane. Według Rethy Warnicke było to spowodowane orientacją homoseksualną Boleyna. Większość historyków odrzuca jednak tę hipotezę uważając, że przyczyną złego pożycia małżeńskiego Jane i George’a był fakt, że ten ostatni był notorycznym kobieciarzem, co sugeruje, że nie był osobą homoseksualną.
Po małżeństwie jego siostry Anny z królem Henrykiem VIII Boleyn zyskał mocną pozycję na dworze królewskim. W 1534 r. sprawował prestiżowy urząd lorda strażnika Pięciu Portów. Jednak kiedy Anna nie urodziła upragnionego przez Henryka męskiego potomka, nastąpił jej upadek, a wraz z nim upadek członków jej rodziny, w tym jej brata. George został oskarżony o kazirodcze stosunki z Anną i uwięziony. Jego proces odbył się 15 maja 1536 r., kilka godzin po procesie Anny. Zapadł wyrok skazujący i lord Rochford został ścięty na dziedzińcu Tower of London 17 maja. Swoją ostatnią mowę poświęcił obronie protestantyzmu, którego w ostatnich latach stał się wyznawcą.
Do naszych czasów nie zachował się żaden portret Boleyna. Jeśli takowe istniały, zostały najprawdopodobniej zniszczone w 1536 r.

## W kulturze
Postać George’a Boleyna, wicehrabiego Rochford, pojawia się w licznych filmach o Henryku VIII i jego żonach:
- w filmie Sześć żon Henryka VIII z 1970 r. w reżyserii Naomi Capon i Johna Glenistera (w postać Boleyna wcielił się Jonathan Newth),
- w filmie Anna Tysiąca Dni z 1969 r. w reżyserii Charlesa Jarrotta (w postać Boleyna wcielił się Michael Johnson),
- w filmie Henryk VIII z 2003 r. w reżyserii Pete’a Travisa (w postać Boleyna wcielił się Dominic Mafham),
- w filmie Kochanice króla z 2008 r. w reżyserii Justina Chadwicka (w postać Boleyna wcielił się Jim Sturgess),
- w 2 serii serialu Dynastia Tudorów z 2007 r., gdzie szeroko opisano jego wątek związany z zarządzaniem dworem, mocną pozycją w czasach Anny Boleyn oraz jego domniemany homoseksualny wieloletni związek z dworzaninem królowej (w postać Boleyna wcielił się Padraic Delaney).